# کاپولیوری
کاپولیوری (به ایتالیایی: Capoliveri) یک کومونه در ایتالیا است که در استان لیورنو واقع شده‌است.

## خصوصیات
کاپولیوری ۳۹٫۰ کیلومترمربع مساحت و ۴٬۰۰۵ نفر جمعیت دارد و ۱۶۷ متر بالاتر از سطح دریا واقع شده‌است.